# Yoshinkan

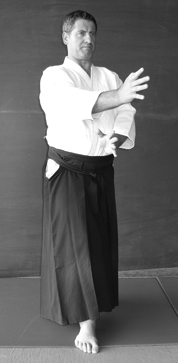
Posició de guarda en aikido yoshinkan (Jacques Muguruza sensei)

Yoshinkan (養神館, Casa pel Cultiu de l'Esperit) és una escola d'aikido fundada després de la Segona Guerra Mundial per Gozo Shioda (1915-1994), alumne de Morihei Ueshiba.
Es caracteritza per la seva pràctica contundent, emfatitzant l'eficàcia en el combat sense armes. És practicat habitualment per la policia de Tòquio.